# Anápolis FC
Anápolis FC is een Braziliaanse voetbalclub uit Anápolis, in de deelstaat Goiás. De aartsrivaal van de club is stadsgenoot AA Anapolina.

## Geschiedenis
De club werd in 1946 opgericht als União Esportiva Operária. Vijf jaar later nam de club de naam Anápolis FC aan, nadat Anápolis SC ontbonden werd. De club nam enkele keren deel aan de staatscompetitie tot 1953. De competitie was meestal vaak enkel toegankelijk voor clubs uit Goiânia, er was ook een stadscompetitie. Vanaf 1962 werd de club een vaste waarde in de competitie en in 1965 werden ze zelfs staatskampioen, het was de eerste keer dat een club van buiten de hoofdstad Goiânia won. Hierdoor mocht de club ook deelnemen aan de Taça Brasil 1966, de eindronde om de landstitel. Nadat Rabello verslagen werd verloor de club in de tweede ronde van Americano.
Door financiële problemen fuseerden de drie profteams uit de stad (Anápolis FC, Anapolina en Ipiranga) tot Grêmio Anapolino. De club speelde twee seizoenen in de hoogste divisie maar kreeg nooit de fans op de hand waardoor in 1972 werd de fusie ongedaan gemaakt. Anápolis en Ipiranga keerden terug naar de competitie, in tegenstelling tot Anapolina dat een terug een amateurclub werd, voor enkele jaren dan toch. 
In 1981, 1982 en 1986 nam de club ook aan de nationale Série B deel, maar kon daar geen potten breken. In 1989 degradeerde de club uit de hoogste klasse, maar kon onmiddellijk terugkeren. Sindsdien degraderede de club nog verschillende keren maar on telkens na één of twee seizoenen terugkeren. 
In 2024 bereikte de club de finale van de Série D, die ze verloren van Retrô. Hierdoor promoveerde de club voor het eerst sinds de invoering van de Série D naar de Série C, waar ze in 2008 voor het laatste gespeeld hadden. 

## Erelijst
Campeonato Goiano
1965
ABC · 
Anápolis · 
Botafogo-PB · 
Brusque ·
Caxias · 
Confiança ·
CSA · 
Figueirense · 
Floresta · 
Guarani · 
Itabaiana · 
Ituano ·
Londrina · 
Maringá · 
Náutico · 
Ponte Preta · 
Retrô · 
São Bernardo · 
Tombense · 
Ypiranga de Erechim